# Saint-Avaugourd-des-Landes
Saint-Avaugourd-des-Landes ist eine französische Gemeinde mit 1.166 Einwohnern (Stand: 1. Januar 2022) im Département Vendée in der Region Pays de la Loire; sie gehört zum Arrondissement Les Sables d’Olonne und zum Kanton Mareuil-sur-Lay-Dissais (bis 2015: Kanton Moutiers-les-Mauxfaits). Die Einwohner werden Avaugourdais genannt.

## Geographie
Saint-Avaugourd-des-Landes liegt nahe der Küste des Golfs von Biscaya. Umgeben wird Saint-Avaugourd-des-Landes von den Nachbargemeinden Nieul-le-Dolent im Norden und Nordwesten, La Boissière-des-Landes im Norden, Saint-Vincent-sur-Graon im Osten und Nordosten, Moutiers-les-Mauxfaits im Osten und Südosten,  Le Bernard im Süden, Avrillé im Süden und Südwesten sowie Poiroux im Westen und Südwesten.

## Bevölkerungsentwicklung
| Jahr                      | 1962 | 1968 | 1975 | 1982 | 1990 | 1999 | 2006 | 2012 |
| Einwohner                 | 606  | 567  | 434  | 496  | 590  | 656  | 820  | 980  |
| Quelle: Cassini und INSEE |      |      |      |      |      |      |      |      |

## Sehenswürdigkeiten
Siehe auch: Liste der Monuments historiques in Saint-Avaugourd-des-Landes
- Kirche aus dem 19. Jahrhundert
- Schloss La Véguière aus dem 16. Jahrhundert
- Schloss Le Bois-Renard aus dem 19. Jahrhundert